# Megan Kalmoe
Megan Kalmoe, född den 21 augusti 1983 i Minneapolis i USA, är en amerikansk roddare.
Hon tog OS-brons i scullerfyra i samband med de olympiska roddtävlingarna 2012 i London.